# Georg Kleinschmidt (Geologe)
Georg Otto Walter Kleinschmidt (* 3. Januar 1938 in Berlin) ist ein deutscher Emeritus für Geologie. Er widmete sich der Polarforschung. 

## Leben
Kleinschmidt ist der Sohn des Zoologen Adolf Theodor Otto Kleinschmidt (1904–1999) und der Ärztin Marianne Kleinschmidt geb. Claus. Sein Großvater war der Ornithologe Otto Kleinschmidt.
Nach dem Abitur 1958 nahm Kleinschmidt das Studium der Geologie in Tübingen auf und beendete es dort, nach einem kurzen Aufenthalt in Würzburg, im Juni 1965 mit dem Diplom. In Tübingen schloss er sich der Landsmannschaft Schottland an.
1968 wurde er mit der Arbeit Der geologische Aufbau der südlichen Saualpe in Kärnten im Grenzbereich von Phyllit- und Glimmerschiefergruppe zum Dr. rer. nat. promoviert. Nachdem er von 1965 bis 1966 Wissenschaftlicher Assistent an der  Universität Tübingen war, war er von 1967 bis 1972 Wissenschaftlicher Assistent am Geologisch-Paläontologischen Institut der Universität Hamburg bei Ehrhard Voigt. 1972 ist er Professor für Geologie am Geologisch-Paläontologischen Institut der TH Darmstadt geworden. 1985 wurde er auf die C4-Professur für Geologie an der Johann-Wolfgang-Goethe-Universität Frankfurt am Main berufen, wo er 2003 emeritiert worden ist. 
Kleinschmidt war an zahlreichen Expeditionen in die Antarktis beteiligt, so auch an den GANOVEX-Expeditionen I-III und V-VIII. Nach ihm sind die Kleinschmidtklippen im ostantarktischen Viktorialand benannt.
1983 gründete er mit Hubert Miller und Dieter K. Fütterer den Arbeitskreis Geologie der Polargebiete der Deutschen Gesellschaft für Polarforschung. Von 1996 bis 2010 war er Vorsitzender der Deutschen Gesellschaft für Polarforschung.

## Veröffentlichungen
- Die plattentektonische Rolle der Antarktis. Carl Friedrich von Siemens Stiftung, Themen Bd. 73, München 2001.
- The geology of the Antarctic continent (= Beiträge zur regionalen Geologie der Erde. Band 33). Borntraeger Science Publishers, Stuttgart 2021, ISBN 978-3-443-11034-5 (englisch).

## Ehrungen
- Hans-Joachim Martini-Preis der Bundesgesellschaft für Geowissenschaften und Rohstoffe (1984)
- Hans-Stille-Medaille der Deutschen Gesellschaft für Geowissenschaften (2010)
- Ehrenvorsitzender der Deutschen Gesellschaft für Polarforschung (2013)